# Сонцевик двохвостий
Сонцевик двохвостий (Charaxes jasius) — вид метеликів з родини сонцевиків. Це єдиний європейський вид роду Charaxes. Розбіжність середземноморського виду C. jasius від останнього спільного предка, якого він поділяє з найближчими спорідненими видами, які все ще літають в афротропічному царстві, швидше за все, відбулося ≈ 2 Ma, тобто протягом пліоцену.

## Морфологічна характеристика
Це метелик з розмахом крил у самців 76–83 мм, самиця більша. У Марокко можна зустріти самців з розмахом крил до 80–100 мм, а самиці ще більші. Кожне заднє крило має два хвостики, характерні для більшості видів роду. При погляді зверху метелик має темно-коричневі крила з помаранчевими краями. Нижня сторона крил червонувато-коричнева з численними темнішими смугами, окресленими білим чи сірим кольором. Помаранчева крайова смуга також присутня. Біля хвостиків є кілька синіх крапок. Гусениця зелена, циліндричної форми і має дві жовті очниці на спині. На голові четверо повернутих назад ріжок. Лялечка компактна.

## Поширення
Ареал виду розташований в основному в середземноморському регіоні від рівня моря до 2400 м над рівнем моря. Трапляється від Португалії до Греції, але відсутній на західному узбережжі Адріатичного моря між центральною Італією та Істрією (Хорватія). Населяє на більшість островів Середземного моря. Також трапляється на узбережжі Середземного моря в Туреччині та на південь до Ізраїлю й крім того живе на півночі Марокко, Алжиру, Тунісу та Лівії.

## Спосіб життя
Розмножується в теплих, сухих місцях з великою кількістю кущів і дерев, де його головна кормова рослина, суничне дерево (Arbutus unedo), є в достатку. Ще одну рослину метелик рідко використовує харчову — Osyris quadripartita. На Гібралтарі, Самосі та Кіпрі він також використовує інші харчові рослини. Самці сильно територіальні, нападають на інших комах і навіть птахів. Метеликів часто можна побачити, як вони харчуються соком фруктів що гниють, таких як інжир, а також їх приваблюють алкогольні напої. Вони сильні летуни й тому часто блукають у місцях, де їх кормові рослини відсутні. Метелик має переважно два покоління на рік, а подекуди, можливо, і три. Гусениця повільно розвивається протягом зими в стані майже сплячки і заляльковується, у підвішеному стані на харчових рослинах.

## Галерея

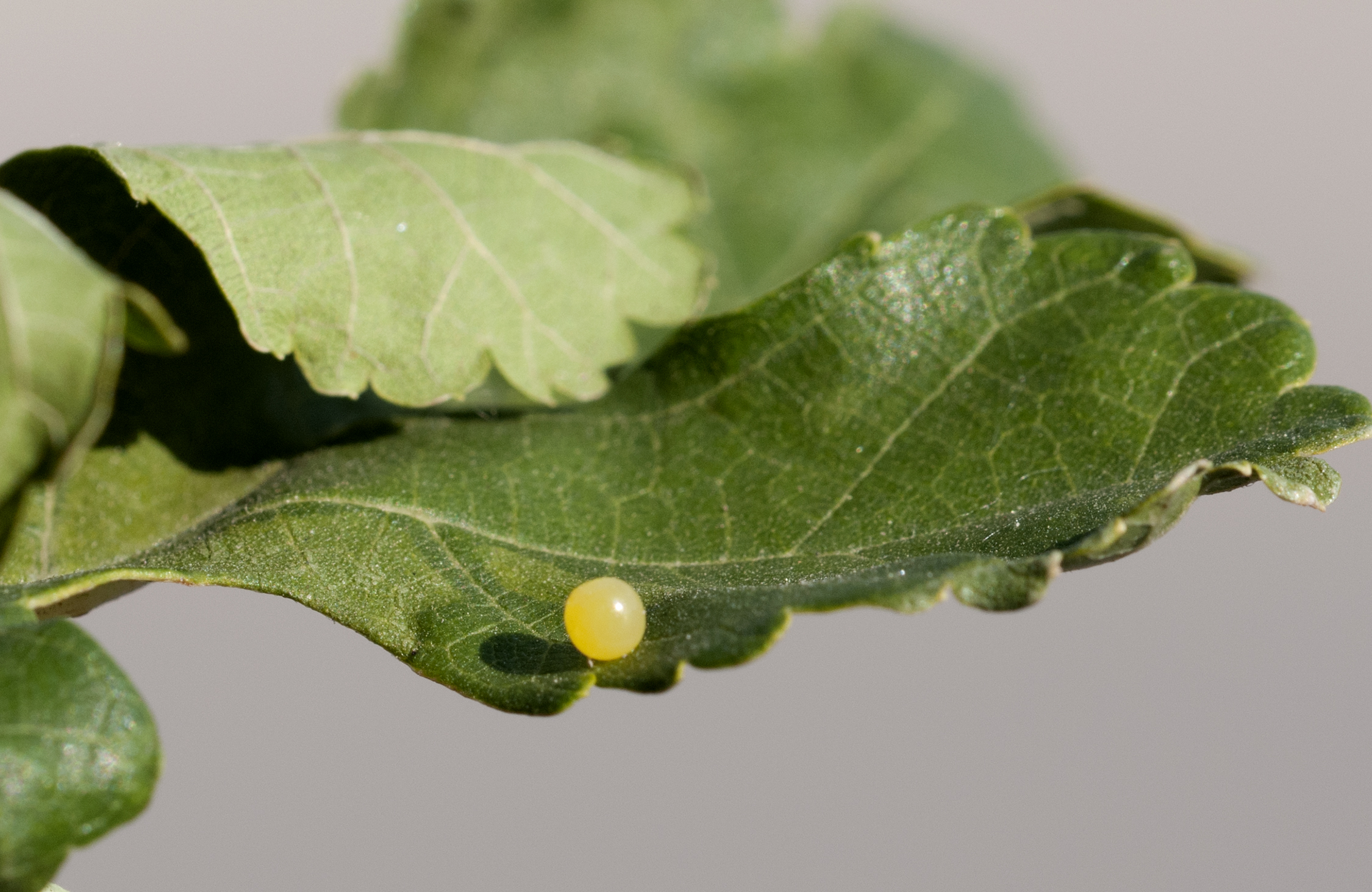
Яйце
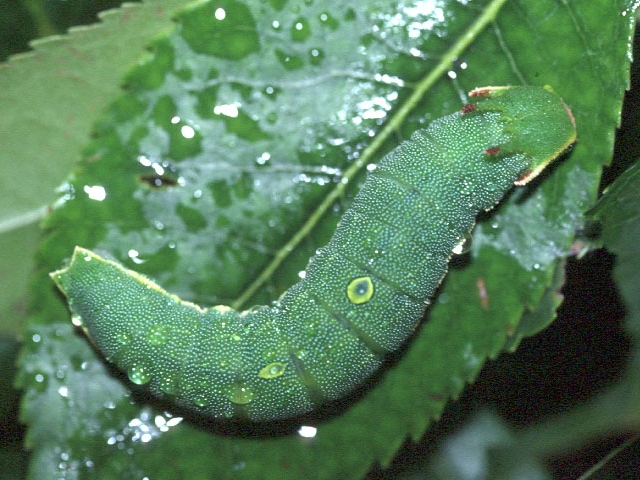
Личинка
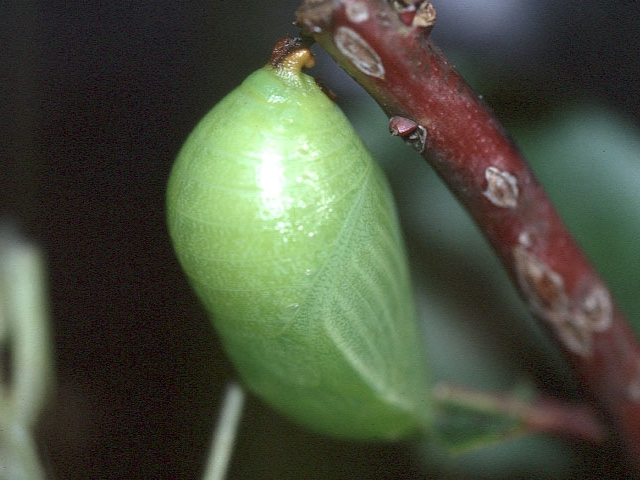
Новоутворена лялечка
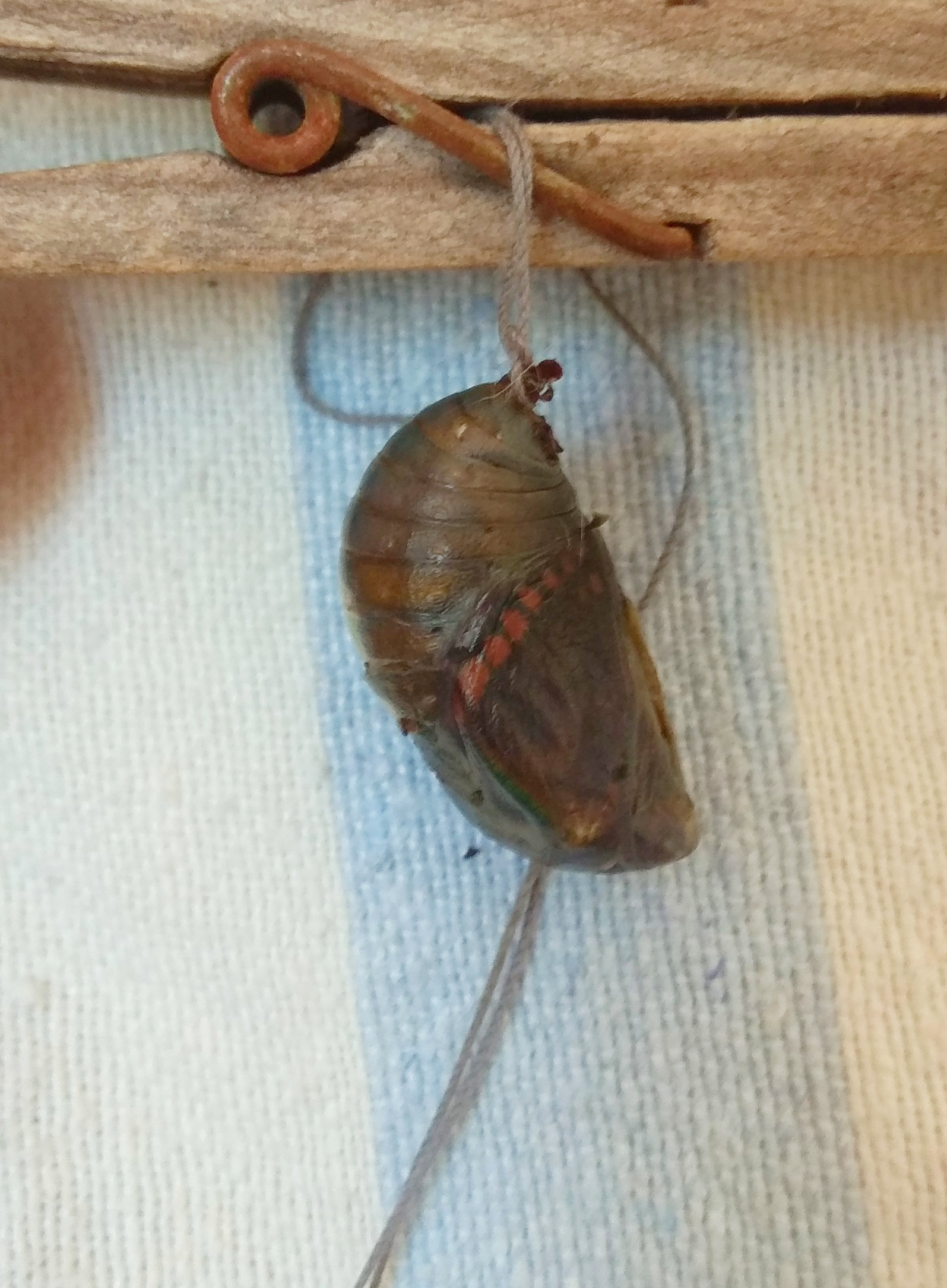
Лялечка готова до вилуплення
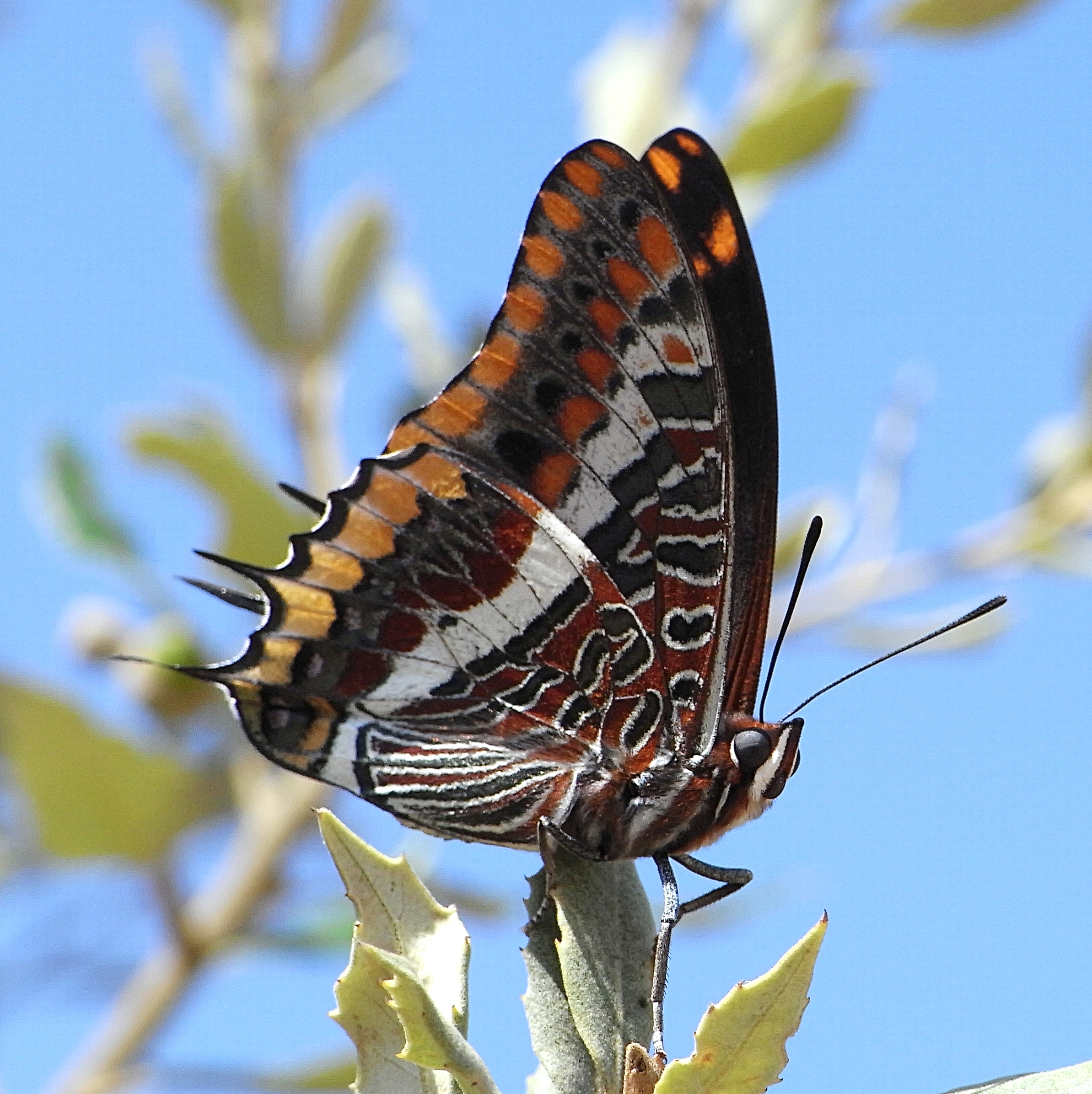
Доросла особина